# Dominique Marais
Pour les articles homonymes, voir Marais (homonymie).
Dominique Marais est un footballeur français né le 28 décembre 1955 à Lyon 2e. Il évolue comme défenseur dans les années 1970 et 1980. Il mesure 1,76 m pour 66 kg.

## Biographie
Dominique Marais joue principalement en faveur de l'Olympique lyonnais et du Stade rennais.
Au total, il dispute 285 matchs en Division 1 et 44 matchs en Division 2.

### Source
- Col., Football 79, Les Cahiers de l'Équipe, 1978, cf. page 108.